# Martino Aichner
Martino Aichner (Trento, 12 marzo 1918 – Verona, 21 dicembre 1994) è stato un aviatore e imprenditore italiano.
Pilota di aerosiluranti durante la seconda guerra mondiale, venne decorato con la Medaglia d'oro al valor militare.

## Biografia
Nato a Trento, ultimo di tre figli divenuti orfani, studiò giurisprudenza a Roma, conseguendo la laurea e divenendo avvocato. Affascinato dal volo, conseguì il brevetto di pilota civile.
In virtù del brevetto conseguito, venne arruolato come primo aviere nella Regia Aeronautica e nel 1939 risultò vincitore del concorso per ufficiale pilota di complemento, insieme a Bruno Mussolini.  Venne inviato alla scuola aerosiluranti di Trieste che impiegava i Savoia Marchetti S.M.79, ma ne venne espulso perché volando troppo basso per salutare degli amici su di una spiaggia finì in acqua con il suo velivolo. L'episodio però colpì Carlo Emanuele Buscaglia il comandante del 132º Gruppo Autonomo Aerosiluranti alla ricerca di piloti temerari e specializzati nei voli a bassissima quota necessari per la specialità del siluramento aereo le cui tecniche stava mettendo a punto. Buscaglia lo volle come suo aiutante maggiore e lo assegnò alla 281ª Squadriglia Aerosiluranti alle sue dipendenze.

Il caccia britannico, sbandato dopo essere colpito dal fuoco degli incrociatori ed. Qualche ora dopo, fu finito dall'aerosilurante S.M.79 pilotato da Aichner.

Durante la battaglia di mezzo giugno del 15 giugno 1942, uscì con il suo comandante in missione. Verso le 14:15 Buscaglia rientrò alla base, mentre Aichner si lanciò da solo all'attacco del cacciatorpediniere britannico HMS Bedouin in difficoltà perché colpito in precedenza da unità navali italiane; portatosi ad 800 metri dalla nave, il velivolo italiano fu colpito dal tiro contraereo britannico e costretto ad ammarare, ma riuscì a lanciare il suo siluro che diede il colpo di grazia al Bedouin, affondato nel giro di cinque minuti.
L'equipaggio dell'aerosilurante fu poi soccorso da una nave ospedale italiana la mattina seguente, la quale recuperò nei successivi due giorni anche 217 naufraghi britannici; Aichner inizialmente non venne riconosciuto ufficialmente come il responsabile dell'affondamento che venne invece accreditato all'azione degli incrociatori italiani Raimondo Montecuccoli ed Eugenio di Savoia che in precedenza avevano colpito l'unità inglese. Venne comunque decorato da Benito Mussolini che si recò appositamente nella sua base in Sicilia per decorarlo con la medaglia d'argento al valor militare. Nel dopoguerra, Aichner contattò sopravvissuti e gli uffici storici britannici che confermarono invece la dinamica dell'affondamento così come testimoniata dall'ufficiale italiano e a lui riconducibile. Il 7 aprile 1988 gli venne quindi conferita la medaglia d'oro al valor militare per l'episodio.
Il 12 novembre 1942, Buscaglia non rientrò dall'attacco alle navi alla fonda nella rada di Bugia. Aichner che quel giorno gli volava vicinissimo, vide l'aereo del suo comandante dapprima colpito dagli Spitfire e poi dalla contraerea fino a cadere in acqua e incendiarsi. Il comandante del Gruppo fu creduto morto dai suoi gregari, ma era invece sopravvissuto allo schianto del suo velivolo e fu fatto prigioniero. A seguito dell'abbattimento del comandante, assunse il comando interinale del Gruppo il capitano Giulio Cesare Graziani, di cui Aichner divenne l'aiutante maggiore.

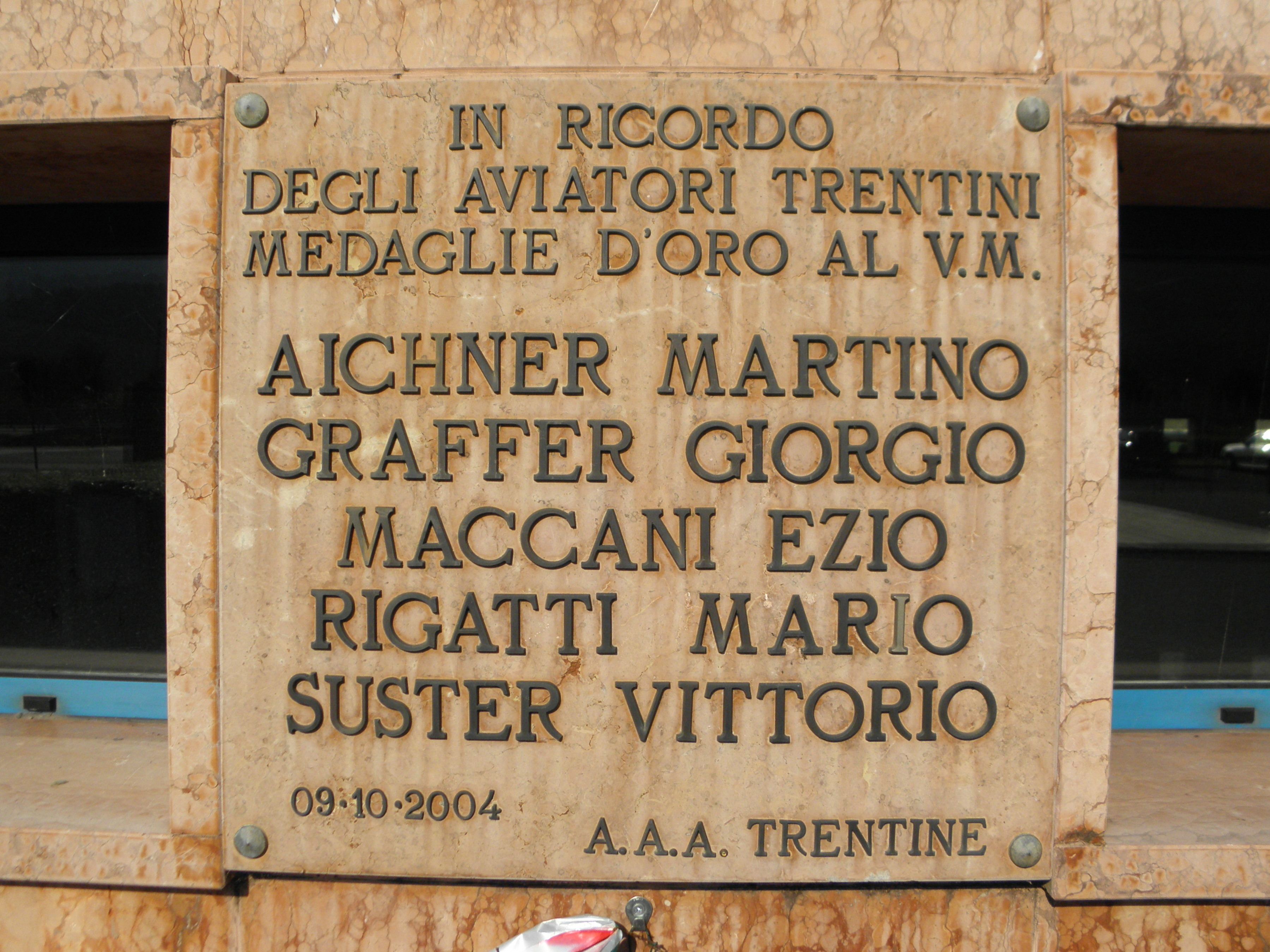
Trento, aeroporto di Trento-Mattarello "Gianni Caproni": la lapide posta dalle AAA trentine a memoria delle MOVM Martino Aichner, Giorgio Graffer, Ezio Maccani e Vittorio Suster.

Il 20 novembre 1942 insieme al nuovo comandante decollò dall'aeroporto di Castelvetrano alle 15:15, insieme ad altri sei aerosiluranti. Nella missione venne distrutto un piroscafo e vennero danneggiati gravemente altri due a Philippeville, in Algeria, raggiunta alle 17:50, quindi al crepuscolo data la stagione. Nel suo rapporto post-operazione Graziani scrisse:
Il 27 novembre il Gruppo di Aichner si trasferì sull'aeroporto di Decimomannu, da cui il giorno successivo decollò per una missione di attacco ad un convoglio insieme a Graziani e al sottotenente Carlo Pfister. Vennero colpiti tre mercantili, uno dei quali esplose mentre gli altri andarono in fiamme, ma l'aereo di Pfister venne colpito dalla contraerea, il che causò la fuoriuscita del carrello e perdite di carburante dai serbatoi. Rendendosi conto che questi non avrebbe avuto scampo in caso di attacco della caccia nemica, Graziani decise di scortarlo con Aichner ala contro ala, mantenendo le pericolose ridotte velocità e quota a cui questi era costretto, riuscendo quindi a ricondurlo in salvo fino alla base, dove Pfister, appena Graziani uscì dal suo aereo, volle abbracciarlo manifestandogli la sua gratitudine per non averlo abbandonato.
Graziani era un capitano di nomina troppo recente e il comando doveva essere affidato a un ufficiale superiore quale un maggiore o un tenente colonnello. Nel gennaio 1943, infatti, giunse il nuovo comandante del Gruppo, maggiore Gabriele Casini. Graziani ordinò ad Aichner, suo aiutante maggiore, di diventarlo anche di Casini, anzi di diventarne il secondo pilota, per affiancarlo nei primi tempi necessari al comandante per addestrarsi alla nuova specialità. Aichner non volle separarsi dal suo equipaggio, ma davanti all'ordine dovette obbedire. Il giorno 22, a seguito di un attacco sulla baia di Bona (oggi Annaba), l'aereo del maggiore Casini con copilota Aichner, fu costretto all'ammaraggio d'emergenza. L'equipaggio, tutto ferito, venne salvato il giorno successivo, dopo una notte passata in mare, dalla nave ausiliaria San Giorgio, e trasportato in ospedale in Sardegna. Nell'impatto con l'acqua, Aichner si procurò diverse ferite tra cui una grave a un occhio nell'urto contro il reticolo di mira posto sul quadro strumenti. Fu ricoverato e gli venne diagnosticato un inizio di distacco della retina, da cui riuscì a recuperare, ma non riprese più parte a combattimenti.
Nel 1963 ha fondato la Aersud elicotteri, rappresentante italiana di Aérospatiale.
Ha pubblicato nel 1969 per Longanesi insieme allo storico Giorgio Evangelisti Storia degli aerosiluranti italiani e del gruppo Buscaglia. Nel libro vengono riportati tra l'altro i contatti avuti nel dopoguerra con gli uffici storici britannici e i sopravvissuti alle azioni di guerra, con i quali Aichner una volta nemico, ottenne di reincontrarsi. L'indagine svolta dall'autore per ottenere l'accreditamento dell'affondamento del Bedouin giunse a una svolta determinante quando ottenne la testimonianza del comandante in seconda dell'unità inglese, Sherard Manners, che con dichiarazione giurata confermò il siluramento e diede un impulso determinante alla commutazione della medaglia d'argento al valor militare in medaglia d'oro.